# Igreja Paroquial de Alvito
A Igreja Paroquial de Alvito, também conhecida como Igreja Matriz de Alvito ou Igreja de Nossa Senhora da Assunção, é um monumento religioso na vila de Alvito, na região do Alentejo, em Portugal. É um importante exemplo de um santuário fortificado, com elementos defensivos que a integram no estilo tardo-gótico alentejano, de inspiração mudéjar e manuelina. Devido às várias campanhas de obras pelas quais passou ao longo da sua história, a Igreja Matriz de Alvito incorpora vários estilos, nomeadamente o gótico, barroco, manuelino, renascentista e maneirista. Construída originalmente no século XIII, foi alvo de profundas obras de ampliação entre os séculos XV e XVI, que lhe deram uma nova configuração. Está classificada como Monumento Nacional.

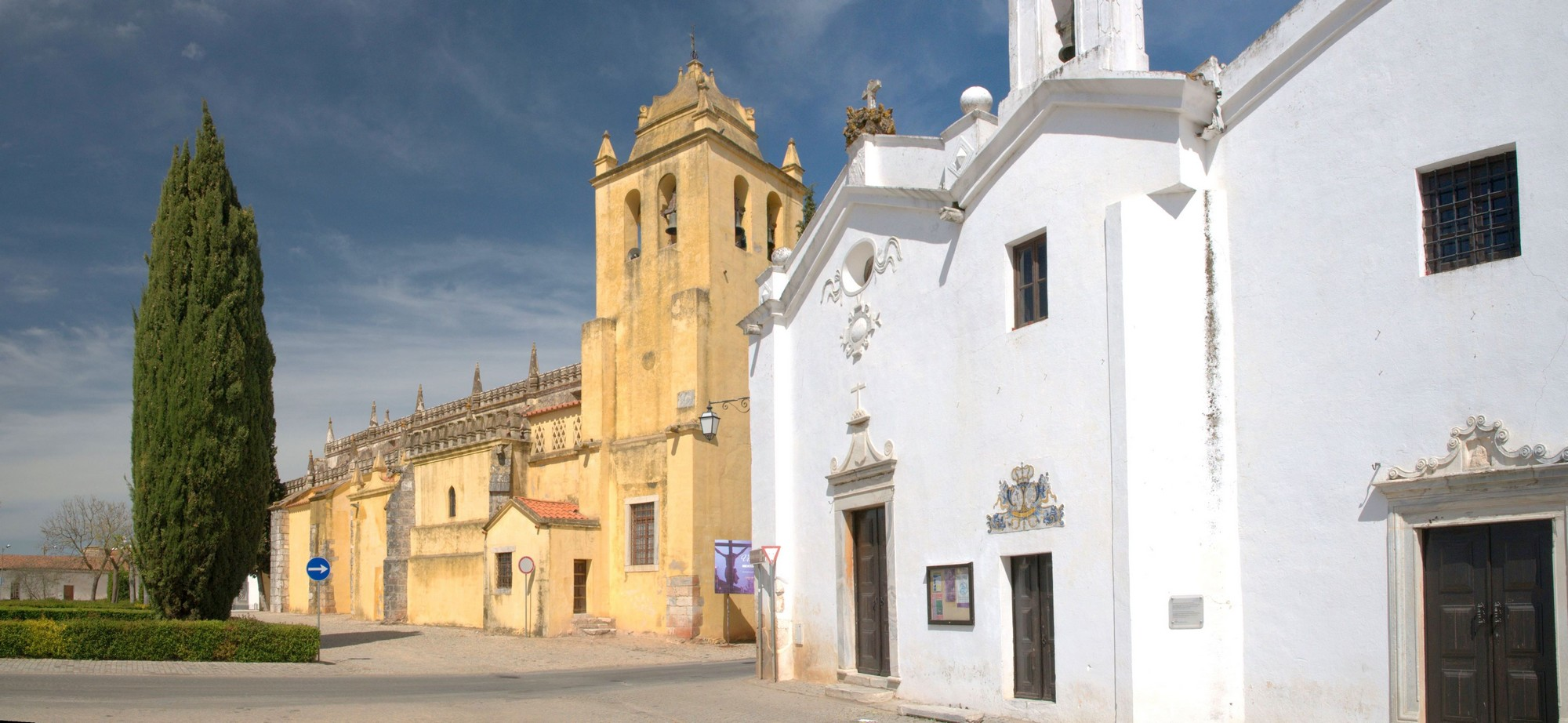
Vista da Igreja Matriz, a partir da Rua da Misericórdia. No lado direito são visíveis a Igreja da Misericórdia e a Capela de Nossa Senhora das Candeias.

## Descrição

### Localização e importância
A igreja situa-se no Largo da Trindade, nas imediações de dois outros santuários, a Igreja da Misericórdia e a Capela de Nossa Senhora das Candeias, e de um edifício religioso, a Residência Paroquial de Nossa Senhora da Assunção. É dedicada a Nossa Senhora da Assunção, cujos festejos são os principais da vila, realizando-se normalmente em Agosto.
O santuário é considerado como um dos monumentos mais importantes no concelho, e um dos principais focos para a sua dinamização turística, sendo muito procurado pelos visitantes. Além das funções religiosas, a igreja também é utilizada como palco em eventos culturais, tendo por exemplo recebido o concerto Nossa Senhora na Poesia Portuguesa em 7 de Dezembro de 2017, e a comunicação O património local, apresentada pelo arqueólogo Jorge Feio em 28 de Março de 2019.

### Exterior
Um dos elementos de maior interesse na igreja é o seu portal, no estilo renascentista, ladeado por contrafortes de grandes dimensões, que são rematados por coruchéus cónicos. Estes contrafortes, em conjunto com os merlões de forma chanfrada ao longo da parte superior das fachadas, integram-se no estilo tardo-gótico do Alentejo, com influências mudéjares e manuelinas. Adossada à fachada Sul está a torre sineira, do século XVII, que apresenta um relógio de sol em mármore. A igreja constitui assim um exemplo de um templo fortificado no estilo alentejano, configuração que também pode ser observada na Ermida de São Sebastião, igualmente situada na vila, e em várias capelas do concelho, como a de Capela de São Bartolomeu. Esta tendência para construir edifícios fortificados não se limitava apenas a santuários, existindo na própria vila um exemplo de um palácio combinado com fortes elementos defensivos - o Castelo de Alvito. Fora do concelho também se encontram alguns templos similares à Igreja de Alvito, como a Ermida de São Brás, em Évora, e a Igreja Matriz de Viana do Alentejo.
Originalmente o santuário contava com um cemitério próprio, do qual foi descoberto um esqueleto humano em 2013, durante obras na Rua do Adro, a cerca de 11 m a oriente da fachada principal da igreja. O corpo estava enterrado a 65 cm de profundidade, numa orientação de oriente para ocidente, e tinha um comprimento de 1,60 a 1,70 m.

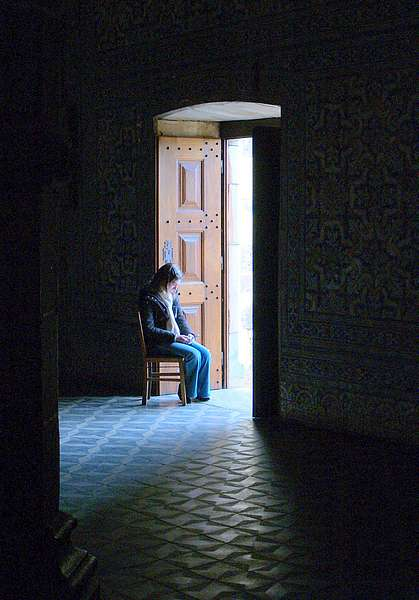
Interior da igreja, com as paredes revestidas de azulejos multicoloridos.

### Interior
O interior da igreja está organizado em forma de cruz, sendo composto por três naves, cujas abóbadas contam com elementos de influência gótica e renascentista. As paredes estão forradas com azulejos seiscentistas, principalmente apresentando figuras amarelas sobre fundos brancos. A capela-mor, do século XVI, é acedida através de um arco triunfal em pedra da região. Está coberta por uma abóbada de berço com trinta caixotões, dispostos em cinco fileiras. São também de especial interesse os altares barrocos, ornamentados com talha dourada, e as pinturas retabulares. A igreja tem três capelas nas naves laterais, uma das Almas e outras duas dedicadas a Nossa Senhora do Rosário e Nossa Senhora das Dores, além de um altar a Nossa Senhora do Carmo.
No interior destaca-se igualmente o conjunto de pinturas murais quatrocentistas e quinhentistas, cujos vestígios são visíveis na abóbada da capela-mor, nas capelas laterais e no transepto. Parte de um fresco seiscentista, representando anjos músicos, foi igualmente encontrado por debaixo dos azulejos, durante trabalhos de conservação em 2021. Entre as pinturas murais destacam-se as figuras de Santiago, São Sebastião e Santo André, provavelmente feitas durante a década de 1480. O conjunto das pinturas murais foi considerado de grande interesse pela historiadora Catarina Valença Gonçalves, por ser «uma das poucas pinturas murais tão recuadas que nós temos no nosso País, e em especial no Alentejo». O professor Vítor Serrão classificou o fresco encontrado em 2021 como «uma pintura mural da escola José Escovar, um pintor do final do século XVI e início do século XVII, particularmente prolixo, que vivia, entre outras moradas, em Évora, onde tinha uma oficina». Acrescentou que estes frescos são provavelmente o resto de uma campanha quinhentista, sendo «um pouco anterior à colocação dos azulejos, cerca de 50 anos antes». Segundo Catarina Valença Gonçalves, este fresco apresenta vários elementos típicos das pinturas murais do Alentejo, tendo recordado que na região existem vários exemplos de trabalhos da escola de Escovar, incluindo a Igreja de São João Batista, em Monsaraz, e a Ermida de São Sebastião, em Alvito.

## História

### Igreja original
Esta igreja sucede a um templo mais antigo, provavelmente construído no século XIII, uma vez que é referido numa cédula testamentária, na qual o padroado da igreja foi doado ao Convento da Santíssima Trindade, em Santarém. Esta doação foi feita por Estêvão Annes, chanceler-mor de D. Afonso III, e que faleceu em 20 de Março de 1279, tendo deixado a vila de Alvito aos religiosos da Tridade. Em 1321, o santuário original surge no Rol das igrejas.

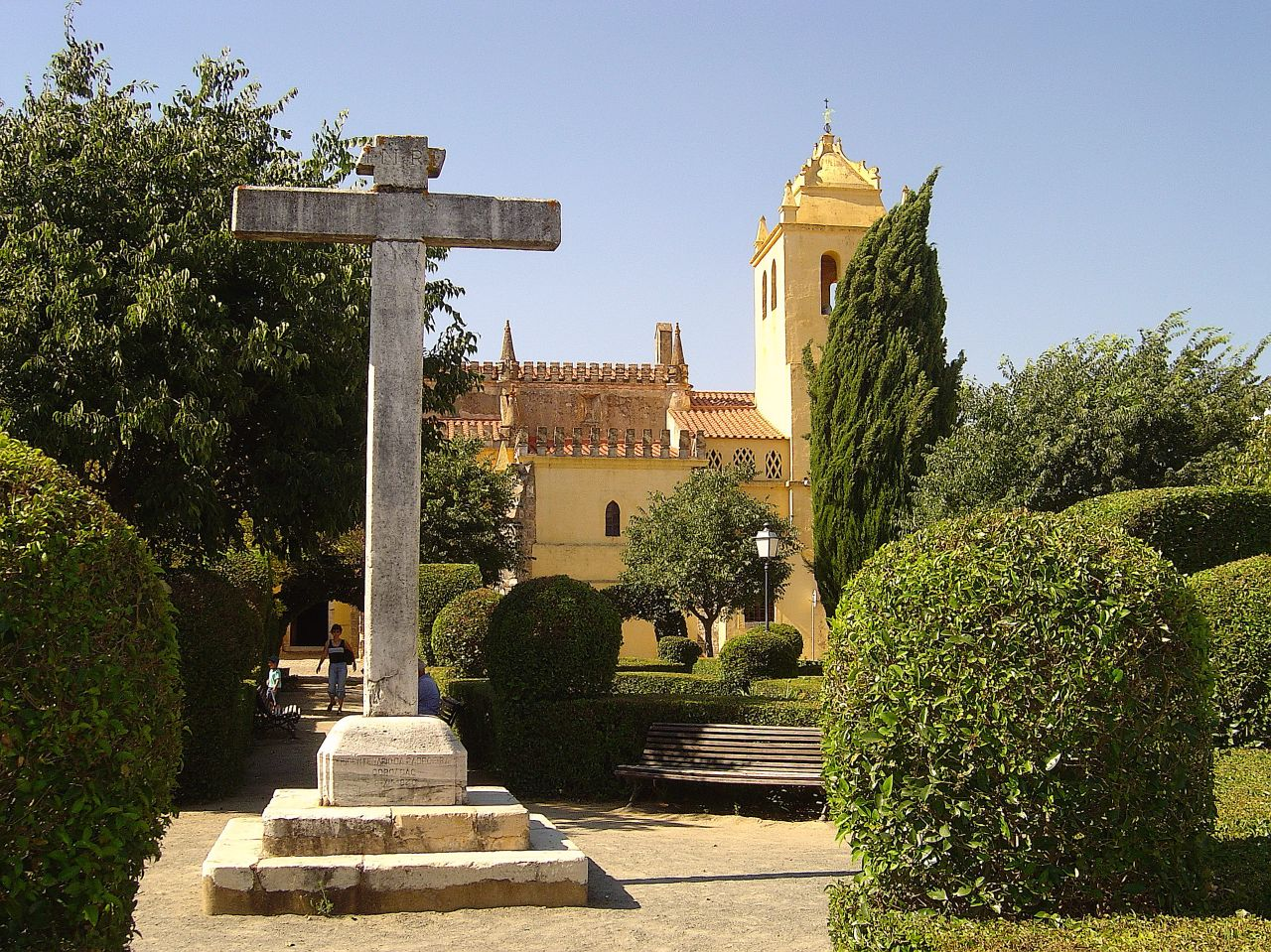
Cruzeiro no Jardim da Trindade, vendo-se ao fundo a igreja.

### Expansão
Entre a segunda metade do século XV e meados do século XVI, a vila de Alvito conheceu uma fase de crescimento económico e populacional, o que permitiu a realização de grandes obras, como a construção do Castelo e da Igreja da Misericórdia, e a expansão da Igreja Matriz. Assim, o santuário foi muito modificado ao longo de várias campanhas de obras entre 1480 e 1554, ganhando uma nova configuração, de maiores dimensões. Esta intervenção é contemporânea à construção do Castelo, cujas obras iniciaram-se em 1494 e terminaram em 1504.
Uma das principais modificações foi a construção de uma nova nave, cruzando de forma perpendicular a nave da antiga igreja do século XIII, que passou a servir de transepto. Nos finais do século XV também se iniciou a execução das pinturas murais, e foram instaladas as capelas tumulares do transepto e a capela tumulária de Maria de Sousa Lobo e do seu marido, João Fernandes da Silveira, que foi o primeiro barão de Alvito, e que faleceu em 1488. Entre 1534 e 1547 uma parte da igreja foi reconstruída, intervenção que poderá ter sido feita com a colaboração do mestre pedreiro João Mateus. O edifício voltou a ser alvo de obras logo entre 1553 e 1559, com a reconstrução da capela-mor e da sacristia, trabalhos que foram feitos por ordem do Cardeal D. Henrique.

### Séculos XVII a XIX
No século XVII voltou a ser alvo de importantes campanhas de obras, tendo logo nos primeiros anos sido instalados os azulejos na capela-mor e os retábulos laterais, com as pinturas, e em meados da centúria as paredes laterais e os alçados das naves também foram forrados com azulejos, e foram construídos a torre sineira, a antiga Casa do Despacho e as capelas das Almas e de Nossa Senhora do Rosário. Entre os finais do século XVII e os princípios do XVIII foi instalado o retábulo da capela-mor, por ordem do arcebispo de Évora, D. Frei Luís de Sousa, Arcebispo de Évora. Nos finais do século XIX foi instalada a abóbada na capela-mor, que tinha sido oferecida pelo arcebispo Dom Frei Luís da Silva.

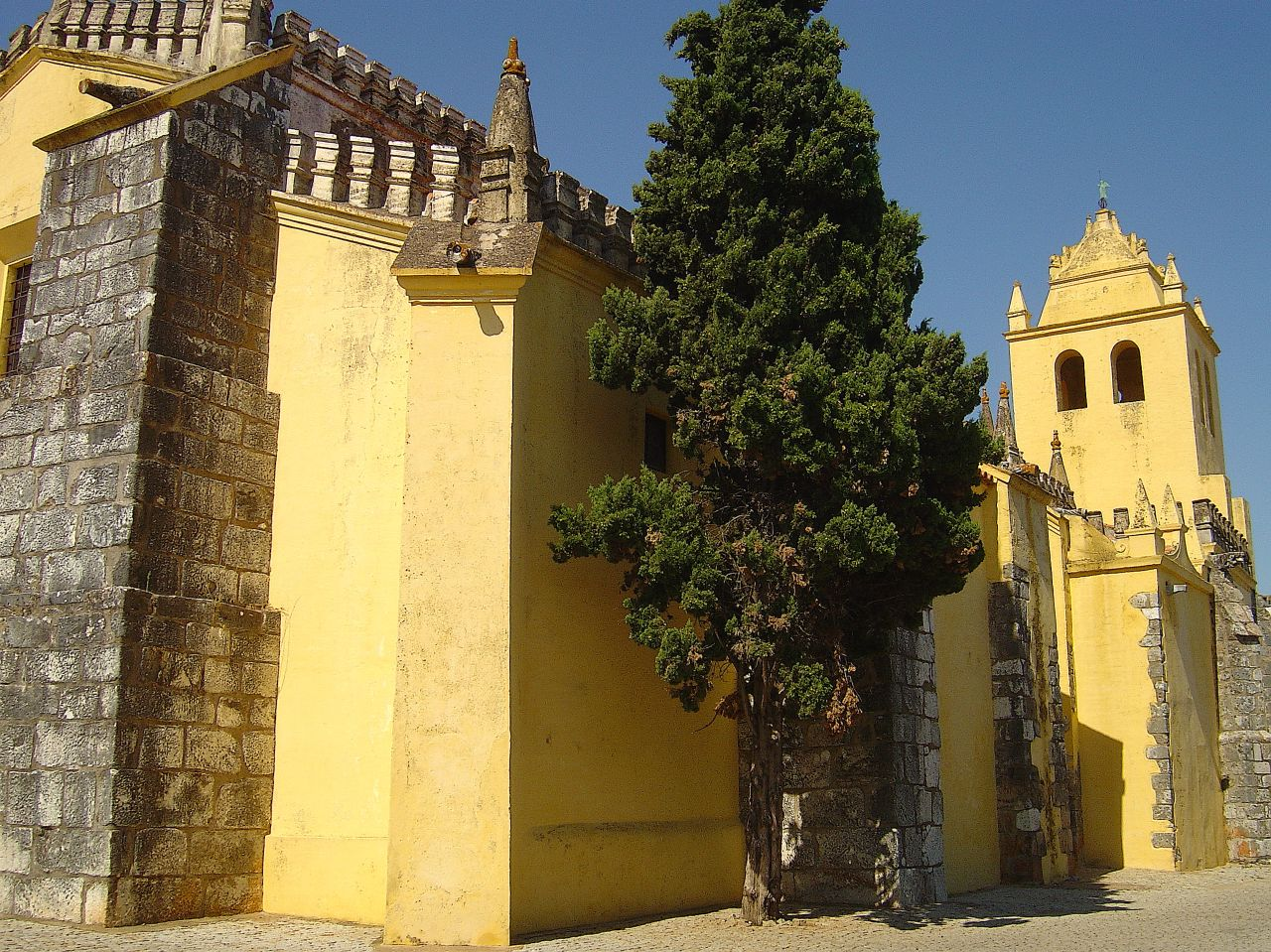
Fachada Sul da igreja, com a torre sineira ao fundo.

### Séculos XX e XXI
Foi classificada como Monumento Nacional pelo Decreto n.º 29604, de 16 de Maio de 1939.
Em 1943, o imóvel começou a ser alvo de intervenções pontuais de restauro por parte da Direcção-Geral dos Edifícios e Monumentos Nacionais, que se prolongaram até à década de 2000. Em 1945 foi consolidada a abóbada, e em 1952 foram reparados os telhados e conservadas as pinturas. Em 1958 foram consolidados os altares em talha, e no ano seguinte foi instalado um pavimento na sacristia e nas naves laterais. Em 1967 fez-se a consolidação dos azulejos e foi mudado o pavimento na capela-mor, e em 1969 foi reconstruída a cobertura. Em 1977 a igreja voltou a ser alvo de obras gerais de conservação, que incluíram a reparação dos telhados. Em 1985 e 1988 prosseguiram os trabalhos de restauro, destacando-se o assentamento do lajedo no corredor principal da nave, em mármore. Em 1997 as intervenções na igreja incluíram o restauro da talha dourada no altar-mor e das pinturas murais, além da reparação das coberturas. Em 2000 prosseguiram os trabalhos nas coberturas, e em 2001 foram instalados os serviços sanitários. Entretanto, na década de 1980 a Junta de Paróquia promoveu obras na parede do transepto, no lado da Epístola, tendo sido picadas as pinturas murais existentes neste local.
Em 2008 iniciou-se um programa de estudo e preservação do património religioso do concelho, organizado pela Câmara Municipal de Alvito e pela Diocese de Beja. Entrevistado pela Agência Lusa, o director do Departamento do Património Histórico e Artístico da Diocese de Beja, José António Falcão, alertou para a existência de «problemas de conservação» em vários monumentos religiosos no concelho, incluindo a Igreja Matriz de Alvito.
Em Fevereiro de 2014, o deputado socialista Luís Pita Ameixa visitou Alvito, tendo alertado para os graves problemas de conservação em que se encontravam alguns dos monumentos no concelho, incluindo a Igreja Matriz de Alvito, que apresentava fragilidades nas colunas de suporte. Em Abril desse ano, a situação da igreja também foi criticada pelo deputado João Ramos, Partido Comunista Português, após uma visita ao concelho. Em 7 de Dezembro de 2016, a Igreja foi visitada pelo Ministro da Cultura, Luís Filipe Castro Mendes, e pelo Secretário de Estado da Cultura, Miguel Honrado, como parte de um percurso pelos concelhos de Alvito e Vidigueira. Nesse ano, também se previa a realização de trabalhos de requalificação no Jardim do Adro, junto à Igreja Matriz, no sentido de dignificar aquele importante espaço urbano da vila.
Em 31 de Janeiro de 2020, foi aprovada uma proposta da Câmara Municipal de Alvito aos fundos europeus, no sentido de proceder a trabalhos de conservação nos azulejos, de forma a preservar este importante elemento patrimonial da igreja, e ao mesmo tempo permitir a sua abertura regular aos visitantes. O presidente da Câmara de Alvito, António Valério, considerou esta intervenção como «fundamental para conservar e restaurar um património do século XVII insubstituível», que foi feita com alguma urgência, uma vez existia um «risco de se perder os azulejos da igreja», que «estavam a deteriorar-se e em risco de cair e de ficarem destruídos». Acrescentou que «é também uma obra fundamental para a dinamização do turismo», uma vez que a igreja era «um dos principais monumentos do concelho e muito visitado». Esta campanha de obras foi organizada em conjunto com a Paróquia de Alvito, tendo sido realizada como parte de uma estratégia municipal para «valorização do património como fator de desenvolvimento económico, de afirmação da identidade cultural e de promoção do turismo e dos valores». Além do restauro dos azulejos, previa-se igualmente a instalação de painéis e outra sinalética, explicando a história dos azulejos aos visitantes. A autarquia também planeou a realização de trabalhos de reparação no telhado, tendo nesse sentido feito uma candidatura à Comissão Regional de Desenvolvimento do Alentejo, que em Maio de 2021 estava a ser analisada. Em meados desse ano, durante os trabalhos de conservação, foram encontrados alguns frescos do século XVII por debaixo dos azulejos. Segundo o conservador Carlos Costa, responsável pela empresa Samthiago, as pinturas estavam subjacentes ao azulejo, por baixo deles, tendo explicado que apenas tinha sido desvendada parte das pinturas, mas avançou a hipótese que poderiam cobrir toda a parte superior do arco e da nave da igreja matriz. Segundo Carlos Costa, chegou-se a ponderar levantar mais, apesar de não ser necessário em termos de conservação dos azulejos, mas concluiu-se que não valia a pena correr riscos, uma vez que este processo poderia destruir a pintura, ou então que o resto podia encontrar-se em más condições. Assim, decidiu-se apenas realizar «um pequeno trabalho de conservação para estabilizar o que existe».

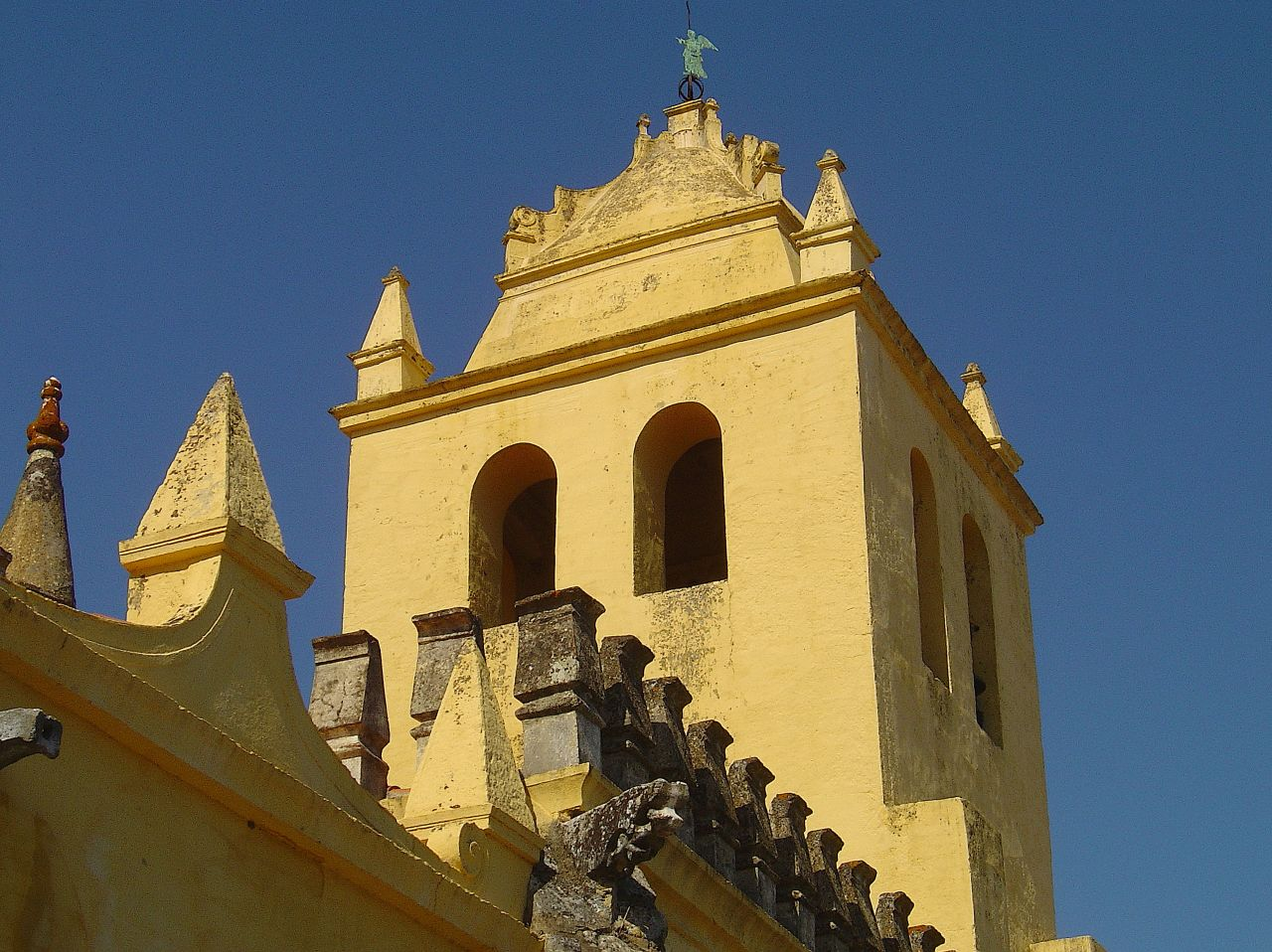
Detalhe da torre sineira, vendo-se em primeiro pano vários merlões, uma gárgula e coruchéus.